# Гудас, Радко
Радко Гудас (чеш. Radko Gudas; род. 5 июня 1990, Прага) — чешский хоккеист, защитник и капитан клуба НХЛ «Анахайм Дакс». Игрок сборной Чехии по хоккею с шайбой. Чемпион мира 2024 года.

## Биография
Воспитанник клуба «Кладно». В сезоне 2008/09 дебютировал в Экстралиге. В 2009 году присоединился к клубу западной лиги «Эверетт Силвертипс». На драфте НХЛ 2010 года был выбран под номером 66 клубом «Тампа-Бэй Лайтнинг». Два года выступал в АХЛ. Стал обладателем Кубка Колдера 2012 года в составе «Норфолк Адмиралс», фарм-клуба «Тампы». В 2012 году сыграл за «Тампу» первый матч в НХЛ. 2 марта 2015 года перешел в клуб «Филадельфия Флайерз». 14 июня 2019 года был обменян в «Вашингтон Кэпиталз» на защитника Мэтта Нисканена.
После окончания сезона 2019/2020, подписал контракт с «Флоридой Пантерз».
За молодёжные и юниорские команды Чехии выступал на различных турнирах. В основной сборной Чехии выступал на Олимпиаде 2014 года и на чемпионатах мира 2017, 2018 и 2019 годов.

## Достижения
- Обладатель Кубка Колдера 2012
- Участник матча всех звезд АХЛ 2013

## Статистика
Обновлено на конец сезона 2020/2021
- НХЛ — 559 игр, 136 очков (29 шайб + 107 передачи)
- АХЛ — 240 игр, 62 очка (17 шайб + 45 передач)
- Сборная Чехии — 34 игры, 10 очков (4 шайбы + 6 передач)
- Экстралига — 15 игр, 1 очко (1 передача)
- Всего за карьеру в сборной и клубах — 848 игр, 209 очков (50 шайб + 159 передачи)

## Личная жизнь
Его отец — известный хоккеист Лео Гудас, бронзовый призер Олимпийских игр 1992 года и четырехкратный бронзовый призер чемпионатов мира.
Радко Гудас женат, с женой Барборой воспитывают троих детей: сына Квидо (род. в 2017 г.) и дочерей Леонтину (род. в 2015 г.) и Эльвиру (род. в 2019 г.). Его сестра, Каролина, замужем за бывшим одноклубником Гудаса, вратарем Михалом Нойвиртом.